# KVIK Hockey Arena
Die KVIK Hockey Arena ist eine Eissporthalle im dänischen Herning. Es ist die Heimspielstätte des Eishockeyclubs Herning Blue Fox.

## Veranstaltungen

### Eissport
Seit Eröffnung des ehemals Herning Isstadion genannten Halle 1988 sind die Herning Blue Fox dessen Hauptnutzer. Der Verein trägt seine sämtlichen Heimspiele in der AL-Bank Ligaen sowie Pokal- und Freundschaftsspiele in der Arena aus. Bei Eishockeyspielen bietet die Arena 4.105 Zuschauern – verteilt auf 2.724 Stehplätze, 421 Sitzplätze und 960 Logenplätze – Platz. Die Blue Fox haben zudem ihre Geschäftsräume sowie ihren Fanshop im Stadion integriert.

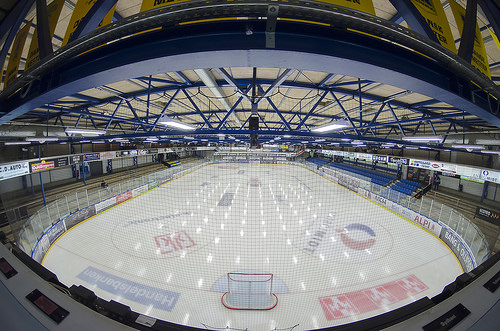
Innenansicht

Im Jahre 2004 wurde die zweite Eisfläche der Arena eröffnet, welche vor allem als Trainings- und Spielstätte der Jugendmannschaften sowie der Reservemannschaft der Blue Fox dient. Die zweite Halle besitzt, wie die Hauptarena, 4 Umkleideräume und bietet 200 Zuschauern auf Stehplätzen Platz. Dort finden auch – bis auf wenige Ausnahmen – die öffentlichen Eisläufe statt.
Neben den Eishockeymannschaften der Blue Fox nutzen auch einige Eissportvereine die KVIK Hockey Arena, zum Beispiel für Eisstockschießen oder Eiskunstlaufveranstaltungen.

### Andere Veranstaltungen
Die KVIK Hockey Arena ist in ein Veranstaltungsgelände integriert, welches messeähnliche Möglichkeiten bietet. So befinden sich auch in der Arena zwei Veranstaltungsräume mit 70 und 120 Plätzen, welche für Businessveranstaltungen genutzt werden können. Zudem befindet sich in der Arena eine Bar mit 150 Plätzen für Business-Incentives oder Privatfeiern. Im gesamten Stadionkomplex ist zudem der Internetzugang über Wireless LAN möglich.